# Tatort: So ein Tag …
So ein Tag … ist der 133. Fernsehfilm der Tatort-Krimireihe. Vom Hessischen Rundfunk produziert, wurde die Episode am 7. Februar 1982 im Ersten Programm der ARD erstmals ausgestrahlt. Es handelt sich um den einzigen Fall von Polizeihauptmeister Rolfs, dargestellt von Klaus Löwitsch. Er muss hierin einen Pelzraub aus dem Geschäft verhindern, in dem seine Freundin arbeitet.

## Handlung
Polizeihauptmeister Werner Rolfs leistet seinen Dienst im Frankfurter Bahnhofsviertel. Der Rotlichtgangster Günter Sobeck, Rolfs aus seiner täglichen Arbeit bekannt, plant, gemeinsam mit auswärtigen Gangstern während eines samstäglichen Bundesligaspiels den Pelzgroßhandel Griesebach, bei dem Rolfs‘ Freundin Monika arbeitet, auszurauben. Sobeck hat noch eine Rechnung mit Rolfs offen, da dieser seinen Komplizen Ferry Wollenweber bei einer Razzia in Notwehr erschossen hat. Noch vor dem Spiel sucht Rolfs Sobeck auf. Es geht um einen im Hinterhof von Sobecks Nachtclub gefundenen Toten. Doch Sobeck gibt sich unbeeindruckt und prahlt mit seinen guten Verbindungen. Rolfs vermutet, dass dem Toten Drogen verabreicht wurden, doch kann er Sobeck nichts nachweisen. Trotzdem wird dieser nervös und möchte seinen Pelz-Coup am liebsten abblasen. Die Vorbereitungen für den Coup sind jedoch bereits im vollen Gange. Allerdings wird sein Fahrer in einer Polizeikontrolle aufgehalten. Auch sonst gibt es einige Schwierigkeiten beim Einbruch, denn Griesebach hat kurz zuvor neue Schlösser in seinen Safe einbauen lassen.
Durch einen Trick lockt Sobeck Griesebach aus dem Fußballstadion in dessen Geschäft, währenddessen nehmen seine Gangster Monika im Geschäft als Geisel. Sie wollen aus ihr die Kombination des Tresorschlosses herauspressen und setzen sie unter Druck, indem sie ihr zu verstehen geben, dass sie wissen, dass Rolfs ihr Freund ist und er bei einem Einsatz vor Ort gefährdet wäre. Rolfs fährt unterdessen mit einem Kollegen Griesebach über den Weg, der zu seinem Geschäft eilt. Griesebach wird vor Ort von den Gangstern in Empfang und als Geisel genommen. Rolfs und sein Kollege folgen Griesebach. Rolfs, der eifersüchtig ist, weil er seiner Freundin Monika ein Verhältnis mit ihrem Chef unterstellt, fühlt sich in seiner Eifersucht bestätigt und glaubt, die beide in flagranti erwischen zu können. Rolfs begibt sich in das Gebäude und glaubt, die beiden überführt zu haben, als er von den Gangstern gestellt und entwaffnet wird. Mithilfe seines Kollegen schafft Rolfs es allerdings, die Gangster zu überwältigen und festzunehmen. Rolfs weiß sofort, dass Sobeck der Hintermann ist und begibt sich auf den Weg zu diesem, wird aber durch einen Querschläger getötet, als der Kleingangster „Blinki“ auf seine ehemalige Freundin Hannelore schießt.

## Produktion und Einschaltquote
So ein Tag … wurde zwischen dem 29. Juni und dem 8. August 1981 in Frankfurt am Main gedreht. In der Folge werden Bilder eines Bundesligaspiels im Waldstadion zwischen Eintracht Frankfurt und dem 1. FC Kaiserslautern gezeigt (wobei die zeitliche Abfolge der Spielszenen nicht dem richtigen Spielverlauf entspricht). Man sieht unter anderem die damaligen Stars Hans-Peter Briegel, Friedhelm Funkel und den späteren Bundestrainer Joachim Löw als Spieler, Walter Eschweiler als Schiedsrichter sowie den damaligen Frankfurter Oberbürgermeister Walter Wallmann und das Eintracht-Verwaltungsratsmitglied Wolfgang Mischnick, damals FDP-Fraktionsvorsitzenden im Deutschen Bundestag, als Zuschauer auf der Ehrentribüne.
Bei der Erstausstrahlung erreichte die Folge 17,82 Mio. Zuschauer, was einem Marktanteil von 48 % entsprach.

## Kritik
Die Kritiker der Fernsehzeitschrift TV-Spielfilm beurteilen diesen Tatort mittelmäßig und kommentieren „Nicht nur der Held hat seine Schwächen“.